# Zbigniew Nowosadzki
Zbigniew Nowosadzki (ur. 22 lipca 1957 w Zamościu) – polski malarz.

## Życiorys
Ukończył zamojskie Liceum Plastyczne. Studiował w Instytucie Wychowania Artystycznego przy Uniwersytecie Marii Curie-Skłodowskiej w Lublinie w pracowniach prof. Maksymiliana Snocha, Ryszarda Winiarskiego i Ryszarda Lisa. Dyplom uzyskał w 1983 roku. W latach 1987–1992 prowadził autorską galerię sztuki współczesnej "Żar" przy szkole podstawowej nr 146 w Warszawie. W latach 1997–2004 sprawował kierownictwo artystyczne nad galerią "Otwarte Koło" w Wilanowie. Jest członkiem grupy "Via Varsovia" oraz nowojorskiej grupy "Emocjonaliści".